# Adam Nieżychowski
Adam Nieżychowski herbu Pomian – szambelan królewski w 1760 roku i w 1774 roku, konsyliarz województw poznańskiego i kaliskiego w konfederacji radomskiej w 1767 roku.
Był elektorem w 1764 roku z województwa kaliskiego.
Właściciel wsi Trzebiny.